# Cesano Boscone
Cesano Boscone település Olaszországban, Lombardia régióban, Milánó megyében. Lakosainak száma 23 335 fő (2023. január 1.). Cesano Boscone Corsico, Milánó és Trezzano sul Naviglio községekkel határos.

## Népesség
A település lakossága az elmúlt években az alábbi módon változott:
| Lakosok száma | 23 592 | 23 755 | 23 667 | 23 335 |
|               | 2013   | 2017   | 2018   | 2023   |